# سقوط البادرات
سقوط البادرات أو موت البادرات المفاجئ (بالإنجليزية: Damping off)‏ مرض فطري يصيب النباتات تسببه فطريات مختلفة تعيش في التربة أهمها (باللاتينية: Phytophthora) و(باللاتينية: Rhizoctonia solani) و(باللاتينية: Pythium) و(باللاتينية: Botrytis) و (باللاتينية: Fusarium).

## البيئة والانتشار
المرض واسع الانتشار في الوطن العربي. يفضل المرض الظروف الحارة والرطبة. يصيب المرض الكثير من المحاصيل وخاصة الخضراوات ومحاصيل الدفيئات مثل البندورة.

## أعراض المرض
يكثر سقوط البادرات وموتها في الأسبوعين الأول والثاني من الزراعة وخاصة عند زيادة الرطوبة في التربة. تصاب الشتلات الصغيرة وتظهر على الساق قرب سطح التربة بقع لينة مائية تتلون باللون البني ويظهر ضمور في وأصفرار للشتلات وبصفة عامة علي الأوراق ويظهر عليها اختناق يتسبب في سقوطها لأن الساق لا تقوى على حمل الشتلة.

## مكافحة المرض
- زراعة أشتال سليمة خالية من المرض.
- معاملة جذور الشتلات بمطهرات فطرية قبل زراعتها.
- معاملة البذور بميد فطري مناسب.
- الاعتدال بالري في الأسابيع الأولى من الزراعة وتجنب الرطوبة العالية.
- سقي البادرات مرة واحدة أسبوعياً في الشهر الأول من عمرها بمبيدات فطريات مخففة بالماء.
- تعقيم التربة بالطاقة الشمسية (بالإنجليزية: Solarization)‏ قبل الزراعة.